# إيرنيستو هوراسيو كرسبو
إيرنيستو هوراسيو كرسبو (بالإسبانية: Ernesto Crespo)‏ هو عسكري أرجنتيني، ولد في 8 ديسمبر 1929 في الأرجنتين، وتوفي في 6 مارس 2019.